# NGC 5072
NGC 5072 est une galaxie lenticulaire située dans la constellation de la Vierge. Sa vitesse par rapport au fond diffus cosmologique est de 7 126 ± 44 km/s, ce qui correspond à une distance de Hubble de 105,1 ± 7,4 Mpc (∼343 millions d'al). NGC 5072 a été découverte par l'astronome Heinrich Louis d'Arrest en 1867. Cette galaxie a aussi été observée par l'astronome américain Lewis Swift le 3 juin 1836 et elle a été inscrite au New General Catalogue sous la désignation NGC 5070.
Notons que la base de données Simbad, qui contient par ailleurs plusieurs erreurs d'indentification, associe la galaxie NGC 5070 à la galaxie PGC 46437 située à proximité,

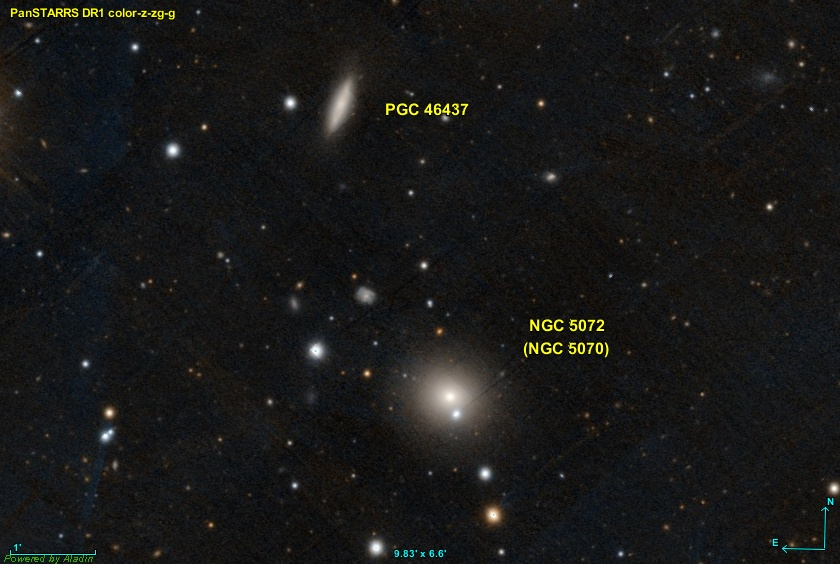
NGC 5070 serait PGC 46437 selon Simbad.

À ce jour, une mesure non basée sur le décalage vers le rouge (redshift) donne une distance d'environ 75,000 Mpc (∼245 millions d'al). Cette valeur est nettement à l'extérieur des valeurs de la distance de Hubble. Notons cependant que c'est avec la valeur moyenne des mesures indépendantes, lorsqu'elles existent, que la base de données NASA/IPAC calcule le diamètre d'une galaxie et qu'en conséquence le diamètre de NGC 5072 pourrait être d'environ 31,3 kpc (∼102 000 al) si on utilisait la distance de Hubble pour le calculer.